# Lygrus obscurus
Lygrus obscurus là một loài bọ cánh cứng trong họ Cerambycidae.